# Eriosoma lanuginosum
Eriosoma lanuginosum là một loài côn trùng trong họ Aphididae. Loài này được Hartig miêu tả khoa học đầu tiên năm 1839.
Đây là loài gây hại phát triển phổ biến ở Uzbekistan.